# Từ hôm nay (Feel Like Ooh)
"Từ hôm nay (Feel Like Ooh)" là một bài hát được thu âm bởi nữ diễn viên & người mẫu ảnh Việt Nam Chi Pu, được sáng tác và sản xuất bởi hai nghệ sĩ Hàn Quốc Krazy Park và Eddy S. Park, với bản dịch được đảm nhiệm bởi ca nhạc sĩ Trang Pháp. Bài hát electropop mang ảnh hưởng từ K-pop này là đĩa đơn chính thức đầu tiên trong sự nghiệp ca hát của Chi Pu.
Vào ngày 10 tháng 10 năm 2017, "Từ hôm nay (Feel Like Ooh)" được phát hành qua hãng thu âm GOM Entertainment do Chi Pu tự thành lập. Tuy nhiên, bài hát nhanh chóng nhận được đánh giá tiêu cực từ công chúng, chủ yếu là về khả năng hát còn tệ của Chi Pu và phần lời bài hát của Trang Pháp. Quyết định theo đuổi sự nghiệp làm ca sĩ của Chi Pu cũng tạo ra một cuộc tranh luận đầy tranh cãi giữa những người nổi tiếng, thu hút nhiều ý kiến khác nhau từ các ca sĩ như Hương Tràm và Lam Trường. Các chỉ trích khác nhằm vào video âm nhạc của bài hát với nội dung không ăn nhập, và cuối cùng, nó đã trở thành video V-pop có lượt không thích nhiều nhất năm trên YouTube. Dù vậy, Chi Pu vẫn cố chấp theo đuổi nghiệp ca hát. Dù cho biết rõ rằng mình hát bị chênh, phô nhưng cô vẫn không thực sự cố gắng luyện tập để cải thiện giọng hát. Cô còn được cộng đồng mạng gọi là "nghệ sĩ có nhân cách xấu nhất" vì cô có những hành vi chỉ trích khán giả khi được góp ý. Cụ thể, cô đã chỉ trích các anti là bị thần kinh, đeo bám lấy cô...và còn nhiều những hành vi không đẹp của cô được cư dân mạng vạch trần.
Phiên bản tiếng Hàn của bài hát, với tựa đề "Ijebuteo", sau đó được đưa vào đĩa mở rộng đầu tay của Chi Pu "Love Story" (2017) (nhưng nhận xét tiêu cực từ phía khán giả Hàn Quốc). Trong khi những màn biểu diễn trực tiếp của cô bị chê do giọng hát yếu, các bản cover khác như của Trung Quân và Trọng Hiếu được đón nhận tích cực hơn. Phiên bản của Trọng Hiếu cũng được phát hành thành đĩa đơn vào tháng 1 năm 2018.

## Bối cảnh và sáng tác
Vào tháng 10 năm 2017, người mẫu-diễn viên Chi Pu công bố rằng cô sẽ theo đuổi sự nhiệp âm nhạc, cùng với một web series ghi lại quá trình ấy. Hai nhạc sĩ Hàn Quốc, Krazy Park và Eddy S. Park, được mời tham gia vào dự án sau khi được một người bạn thân của cô giới thiệu. Sau đó họ viết và sản xuất hai bài hát, "Từ hôm nay (Feel Like Ooh)" và "Cho ta gần hơn (I'm in Love)". Chi Pu cuối cùng quyết định cho phát hành bài hát thứ hai trước vào ngày 10 tháng 10, cho biết đây là đĩa đơn "warm-up" cho dự án.
"Từ hôm nay (Feel Like Ooh)" là một bài hát electropop có sự ảnh hưởng từ các thể loại nhạc K-pop, EDM và nhạc đồng quê. Theo thông cáo báo chí, phần nhạc của bài hát là sự kết hợp của giai điệu guitar acoustic và điện tử. Lời bài hát kể về câu chuyện khi cô cố vượt qua một cuộc chia tay, và một số chi tiết có thể được coi là tham vọng của cô được công nhận là một ca sĩ. Nhạc sĩ Trang Pháp là người dịch bài hát sang tiếng Việt, mặc dù Krazy Park và Eddy S. Park đã cho rằng việc này sẽ khó do phong cách âm nhạc mang hơi hướng K-pop của bài hát. Tuy vậy, cuối cùng họ cũng thấy hài lòng với sản phẩm cuối cùng của Trang Pháp.
Báo Phụ Nữ nhận thấy trong suốt bài hát, giọng ca của cô đã được xử lý Auto-Tune quá nhiều; và nhiều người còn so sánh một cách hài hước phần lời "oh oh oh oh" của Chi Pu giống như tiếng gà trống gáy. Chi Pu sau đó có đưa hình ảnh về con vật này trong các video âm nhạc của cô và trong màn biểu diễn của mình tại lễ trao giải V Live vào tháng 1 năm 2018.
Chi Pu thu âm "Từ hôm nay (Feel Like Ooh)" và "Cho ta gần hơn (I'm in Love)" trong hai ngày tại Hàn Quốc. Phiên bản tiếng Hàn của bài hát đầu, có tựa đề "Ijebuteo" (tiếng Hàn: 이제부터), được đưa vào đĩa mở rộng Love Story của cô dành riêng cho thị trường Hàn Quốc. Một phiên bản lời Việt được chỉnh sửa sau đó được sử dụng trong quảng cáo của cô cho trang thương mại điện tử Tiki vào tháng 12 năm đó.

## Sự đón nhận

### Đánh giá chuyên môn
Sau khi được phát hành, "Từ hôm nay (Feel Like Ooh)" nhận được nhiều phản ứng trái chiều—nhưng chủ yếu là tiêu cực—từ các nhà phê bình và khán giả. Nhiều tờ báo gọi bài hát là "thảm họa", bao gồm có VnExpress: tờ báo đã gọi bài hát là "nhạt nhẽo" và "thiếu tính sáng tạo". Zing cho thấy rằng mặc dù Chi Pu đang đi theo dòng nhạc thị trường, giọng hát của cô không thể đáp ứng được những kỳ vọng. Chi Pu "không thể làm điều quan trọng nhất của một ca sĩ: hát", một người cộng tác của báo Phụ Nữ viết, so sánh giọng hát của cô như "nhạc máy" và chỉ trích phần nhạc của bài hát như "đã thuộc về dĩ vãng xa xôi của cả thập niên trước". Tuổi Trẻ Online sau đó cho đăng tải một bài đánh giá dựa trên nhiều ý kiến từ khán giả. Trong bài viết, họ bày tỏ sự hoài nghi về tính sáng tạo trong các sản phẩm sau này của cô và bình luận về phần trình diễn của cô: "giọng hát Chi Pu không phải là dở mà nó "phẳng" như một thứ âm thanh vô hồn được tạo ra từ máy tính."
Phần lời "Tìm một nơi tình yêu đưa lối / Buồn làm chi thôi đã hết rồi / Chạy về đâu khi cơn mưa tới / Muộn phiền con tim em bối rối" được Phụ Nữ và Zing đưa ra làm ví dụ cho ca từ vô nghĩa trong bài hát. "Kể cả khi chấp nhận rằng EDM không yêu cầu quá nhiều về nội dung ca từ, [...] đoạn ca từ nêu trên vẫn sáo mòn và rỗng," bài viết của Phụ Nữ tiếp tục. Zing cũng chỉ ra rằng việc dịch lời bài hát từ tiếng Hàn sang tiếng Việt đã ảnh hưởng về ý nghĩa và vần điệu trong bài hát. Thể thao & Văn hóa cũng đồng ý như vậy; họ thấy giọng hát của Chi Pu là "chấp nhận được" nhưng đổ lỗi cho cách dịch "lổm chổm" của Trang Pháp là một trọng những nhân tố chính khiến bài hát thất bại.
Trái ngược lại, Người Đưa Tin cho rằng bài hát không "thảm họa" tới vậy, do Chi Pu cần thêm thời gian để cải thiện. Tiền Phong so sánh cô với Sơn Tùng M-TP năm 2013, cho rằng mặc dù không được đón nhận tích cực từ công chúng lúc đầu, rồi rốt cuộc cô cũng sẽ thành công. Một tác giả khác của Zing cũng đưa ra so sánh tương tự, cho rằng công chúng đánh giá cô quá nhanh và gọi quyết định theo đuổi âm nhạc của cô là "dũng cảm". Cả Lao Động và Tuổi Trẻ Online cho rằng bất kể một số lỗi về kỹ thuật, một số khán giả vẫn thấy "Từ hôm nay (Feel Like Ooh)", quả thật "bắt tai". Phiên bản tiếng Hàn của bài hát sau đó cũng nhận nhiều chỉ trích về cách phát âm của cô và nghi ngờ về quyết định tham gia thị trường âm nhạc K-pop của cô.
"Từ hôm nay (Feel Like Ooh)" được chọn cho hạng mục Ca khúc Dance/Electronic được yêu thích tại Zing Music Awards vào tháng 1 năm 2018, nhưng rốt cuộc không được đề cử.

### Phản ứng của những người nổi tiếng
Nhiều nghệ sĩ nổi bật đã lên tiếng thể hiện sự phản đối trước bài hát và quyết định trở thành ca sĩ của Chi Pu, trong đó bao gồm Thanh Lam, Mỹ Linh, Thu Minh, Tóc Tiên, Uyên Linh, Hương Tràm, Quốc Thiên và Văn Mai Hương. Cá nhân Hương cảm thấy đây là một "sự sỉ nhục" với "người làm nghề chân chính" như cô.
Người lên tiếng nhiều nhất trong nhóm này là Hương Tràm, liên tục công kích Chi Pu trên mạng xã hội và cho rằng cô đang cố gắng "kiếm tiền" từ người hâm mộ với dự án âm nhạc mới. Cô cho biết rằng: "Em tưởng mình em lỡ dại [vì chỉ trích Chi Pu]", "Em đang suy nghĩ có khi một ngày mọi người chợt ồ nhận ra, thà lúc trước cứ thẳng thật như con Tràm có khi nào mình đã chung tay ngăn được một điều gì đó không nhỉ, tại sao lại vẫn tiếp tục làm điều đó?." Chi Pu sau đó trả lời bình luận của Hương Tràm trong một buổi họp báo, nói rằng: "nếu người đồng nghiệp đó [Hương Tràm] nhận xét văn minh và giảm định kiến hơn thì tôi sẽ tiếp thu."
Văn Mai Hương, sau khi bị người hâm mộ của Chi Pu dọa giết vì ý kiến của mình, giải thích rằng cô chỉ bất đồng với bình luận của Chi Pu: "Ở Việt Nam, cứ cầm mic là ca sĩ." Phát ngôn này đã gây tranh cãi do đã bị cắt xén và hiểu lầm thành "cứ cầm mic là ca sĩ." Thực chất thì phát ngôn đầy đủ của Chi Pu là: "Ở thị trường Hàn Quốc, nếu một người cầm mic lên hát, thì sẽ phân ra rất nhiều vai trò khác nhau: ca sĩ, idol... Nhưng ở Việt Nam, khi cầm mic lên hát thì đã gọi là ca sĩ rồi, không có một từ nào khác để nói về nghệ sĩ trình diễn [như Chi] cả.."
Minh Quân cũng bị chỉ trích ngay sau khi cho rằng Cục Nghệ thuật Biểu diễn cần cấm Chi Pu làm ca sĩ. Lam Trường lập tức phản hồi, cho rằng khán giả mới là người quyết định có chấp nhận Chi Pu hay không. Lê Minh Tuấn, Cục phó Cục Nghệ thuật Biểu diễn, cho biết "chưa đủ cơ sở" để đình chỉ biểu diễn cô và cũng đưa ra bình luận tương tự như Lam Trường. Sau vụ việc, Minh Quân nói rằng anh không có ý chỉ trích Chi Pu.
Ngoài Lam Trường, các nghệ sĩ khác như Thanh Hà, Noo Phước Thịnh, CEO của WePro Entertainment là Quang Huy cùng vợ Phạm Quỳnh Anh, Minh Hằng, Phương Vy, Phạm Hoài Nam, Erik, và bạn trai cũ của Chi Pu là Cường Seven, đã bảo vệ Chi Pu. Họ xuất hiện trên các trang tin truyền thông phản đối những lời lẽ thiếu xây dựng của các nghệ sĩ như Hương Tràm, mà theo Thanh Hà là "cấm kỵ" và "dại." Noo Phước Thịnh và Minh Hằng bày tỏ thông cảm với Chi Pu vì họ cũng xuất phát từ nghề làm người mẫu và diễn viên trước khi nổi tiếng với nghề làm nghệ sĩ thu âm.

## Video âm nhạc

Trong số những chỉ trích về sự rời rạc của video, cảnh nhảy này của Chi Pu được các nhà phê bình cho là "khó hiểu" và kỹ xảo hình ảnh kém.

Video âm nhạc của "Từ hôm nay (Feel Like Ooh)" đánh dấu màn cộng tác thứ ba của Chi Pu và đạo diễn Khương Vũ. Video được quay trong 26 giờ, được lấy cảm hứng từ những video âm nhạc K-pop, và trong video Chi Pu đã thay tới 6 bộ trang phục khác nhau từ các hãng thời trang như Gucci, Givenchy và Moschino. Số tiền chi cho trang phục là 1 tỷ VND trong bốn video âm nhạc, và một nửa số phục trang đó xuất hiện trong clip này. Theo Chi Pu, bối cảnh của lời bài hát là cơ sở của câu chuyện trong video, cả hai đều nói về một cô gái trẻ muốn thay đổi cuộc đời mình một cách tích cực sau một mối quan hệ thất bại.
Trong đoạn clip, Chi Pu: biểu diễn trước một mô hình nhà giả với mây hồng và cùng với các nhân bản của cô trước nền carton lớn màu vàng; xuất hiện trong một bể cá với đồ chơi; đứng cạnh một ma-nơ-canh có hoa đặt trên đầu; mặc trang phục màu đỏ đồng bộ với các vũ công phụ họa; ngồi lên và nhảy múa trước một chiếc ngai vàng bằng đá. Trong nhiều cảnh quay, cô được hỗ trợ thêm bằng những hình hoạt họa sáng màu, một số qua màn hình xanh và một số qua một màn hình LED lớn. Nhà tạo mẫu của cô,Hoàng K u, ban đầu định thay thế cho vai ma-mơ-canh trong video, nhưng rồi ý tưởng này bị loại bỏ. Chi Pu sau đó chia sẻ rằng cảnh trong bể cá là cảnh khó quay nhất, và giải thích rằng cảnh quay cuối, khi cô ngồi trên ngai vàng, có ý đại diện cho phụ nữ là "luôn luôn quyền lực và là nữ hoàng trên thế giới này."
Mặc dù nhiều nhà đánh giá công nhận nỗ lực được đặt vào video, hầu hết coi đây là sản phẩm chắp vá "khó hiểu". Zing nhận thấy sự chuyển mình của Chi Pu sang một hình ảnh trưởng thành hơn, nhưng cho rằng thông điệp trong video còn "nhàm chán" và chỉ trích thêm về sự "lòe loẹt" và sự thiếu thống nhất của video. Phụ Nữ đồng ý và gọi đây là một video K-pop "không có chút mới mẻ" với phần kỹ xảo hình ảnh kém. Cả hai báo cùng với các ý kiến tiêu cực khác của VnExpress còn tập trung vào phần vũ đạo, trang phục "già dặn" và một vài cảnh cụ thể, trong đó có một cảnh cô tự ứng biến điệu nhảy, cảnh cô xuất hiện trong bể cả và việc lạm dụng nền LED. Vào tháng 12, clip được công bố là video âm nhạc V-pop có nhiều lượt không thích nhất trên YouTube năm 2017 với 260.000 lượt không thích kể từ khi tải lên ngày 10 tháng 10. Video sau đó được bầu chọn cho hạng mục Video âm nhạc của năm tại Zing Music Awards vào tháng 1 năm 2018.

## Biểu diễn trực tiếp và các bản cover
Chi Pu biểu diễn trực tiếp bài hát lần đầu tại buổi họp báo sự kiện phát hành "Cho ta gần hơn (I'm in Love)", với tên "Dream Show – Cho ta gần hơn," vào ngày 27 tháng 10 năm 2017; và trong talk show, Bữa trưa vui vẻ, vào ngày 19 tháng 11. Tuy vậy, cả hai màn biểu diễn chủ yếu nhận được phản hồi tiêu cực, trong đó giọng của Chi Pu được cho là yếu và thường bị hụt hơi.
Trung Quân sau đó phát hành phiên bản jazz của bài hát vào ngày 12 tháng 11, trong khi Trọng Hiếu lại biểu diễn một bản phối EDM mới được sản xuất bởi SlimV vào ngày 12 tháng 1 năm 2018, trong một tập của chương trình Sao đại chiến. Các phiên bản mới đều nhận được lời phản hồi tích cực, và phiên bản của Trọng Hiếu được phát hành thành đĩa đơn bốn ngày sau khi trình diễn lần đầu trên truyền hình.

## Danh sách bài hát và định dạng
| Streaming trực tuyến | Streaming trực tuyến                    | Streaming trực tuyến |
| STT                  | Nhan đề                                 | Thời lượng           |
| -------------------- | --------------------------------------- | -------------------- |
| 1.                   | "Từ hôm nay (Feel Like Ooh)"            | 3:15                 |
| 2.                   | "Từ hôm nay (Feel Like Ooh)" (nhạc nền) | 3:15                 |
| Tổng thời lượng:     | Tổng thời lượng:                        | 6:30                 |

## Ghi danh
Phần ghi danh được lấy từ Melon và phần ghi danh cuối video âm nhạc của "Từ hôm nay (Feel Like Ooh)".
Thu âm và quản lý
- Phối khí tại Krazy Studio và Eyaki Studio (Seoul, Hàn Quốc)
- Master tại 821 Sound Studio (Seoul, Hàn Quốc)
- Xuất bản bởi NHN Bugs Corporation

Các cá nhân
| - Chi Pu – hát chính, giám đốc sản xuất - Krazy Park (Park Hyun Joong) – sáng tác, sản xuất, biên khúc - Eddy S. Park (Park Deogsang) – sáng tác, sản xuất, biên khúc - Trang Pháp – lời tiếng Việt - Huỳnh Hiền Năng – kỹ sư thu âm | - Choi Hyung – kỹ sư phối khí - Kwon Nam Woo – kỹ sư mastering - Noh Kyung Hwan – guitar - Nguyễn Hữu Anh – giám đốc sản xuất - Bora Hương – điều hướng dự án |